# Добровольное (Курский район)
Доброво́льное — село в Курском районе (муниципальном округе) Ставропольского края России.

## География
Расстояние до краевого центра: 227 км.
Расстояние до районного центра: 10 км.

## История
Населённый пункт Мирополь основан в 1914 году (по другим данным в 1909:44) как немецкая колония. Основатели из Ставропольской губернии. В Мирополе проживали лютеране и меннониты. Колония относилась к лютеранскому приходу Ставрополя.
В списке населённых мест Ставропольской губернии по данным переписи 1916—1917 гг. — колония Мирополь Степновской волости Святокрестовского уезда. В составленном в ходе переписи списке колоний, посёлков и отдельных хуторов немецких колонистов, находившихся в Ставропольской губернии, — хутор Мирополь Ольгинской волости Святокрестовского уезда. По сведениям того же источника, хутор состоял из 14 дворов, его жителям принадлежало 1896 десятин земли.
В 1924—1925 гг. колония Мирополь входила в Ольгинское отделение Всероссийского меннонитского сельскохозяйственного общества (ВМСХО):59.
По «Списку населённых мест Северо-Кавказского края» на 1925 год, колония Мирополь в административном отношении подчинялась Степновскому сельсовету Степновского района Терского округа, в ней числилось 35 дворов с 206 жителями, работали начальная школа, кузница, мельница, маслобойня:366—367. По информации, имеющейся в Государственном архиве РФ, в 1925 году население колонии составляло 172 человека (из них 90 были меннонитами), количество хозяйств — 36, количество земли — 1939 десятин:59.
В 1926 году колония передана из Степновского сельсовета в состав Надежденского сельсовета Степновского района. Согласно «Поселенным итогам переписи 1926 года по Северо-Кавказскому краю», колония Мирополь насчитывала 104 двора и 288 жителей (из них 254 были немцами, 29 — великороссами):325.
В 1929 году колония включена в состав Моздокского района Северо-Кавказского края.
На карте Генштаба Красной армии, составленной в 1942 году, населённый пункт подписан как Миропольский. С августа 1942 года Миропольский находился в оккупации. Освобождён 6 января 1943 года.
Впоследствии Миропольский был переименован в Добровольное. На 1 марта 1966 года село Добровольное числилось в составе Курского сельсовета Курского района Ставропольского края:17. С 1997 года — в составе муниципального образования Курский сельсовет.
В 2020 году сельское поселение Курский сельсовет было упразднено в связи с преобразованием Курского муниципального района в муниципальный округ. Законом Ставропольского края от 31 января 2020 № 9-кз село Добровольное включено в состав территории Курского муниципального округа с сохранением его статуса сельского населённого пункта.

## Население
| 1920 | 1925 | 1926 | 1989 | 2002 | 2010 | 2021 |
| ---- | ---- | ---- | ---- | ---- | ---- | ---- |
| 218  | ↘206 | ↗288 | ↘165 | ↗174 | ↘121 | ↘117 |

По данным переписи 2002 года, 28 % населения — чеченцы.

## Инфраструктура
В Добровольном 1 улица — Миропольская.

## Памятники
- Братская могила 5 советских работников, погибших в борьбе за власть советов, и лётчика, погибшего в бою с фашистскими захватчиками[30].